# El Veinticinco
El Veinticinco är en ort i Mexiko.   Den ligger i kommunen Jalacingo och delstaten Veracruz, i den sydöstra delen av landet, 200 km öster om huvudstaden Mexico City. El Veinticinco ligger 776 meter över havet och antalet invånare är 140.
Terrängen runt El Veinticinco är huvudsakligen kuperad, men söderut är den bergig. Runt El Veinticinco är det ganska tätbefolkat, med 160 invånare per kvadratkilometer. Närmaste större samhälle är Teziutlan, 16,7 km sydväst om El Veinticinco. I omgivningarna runt El Veinticinco växer i huvudsak städsegrön lövskog.